# Белахьян, Реда
Реда́ Белахья́н (фр. Reda Belahyane; род. 1 июня 2004, Обервилье) — французский футболист марокканского происхождения, опорный полузащитник клуба «Лацио» и сборной Марокко.

## Клубная карьера
Бельхан — воспитанник клубов «Пантен», «Аубервилье», «Ред Стар», «Монфермель» и «Ницца». 3 марта 2023 года в матче против «Осера» он дебютировал в Лиге 1 в составе последнего. 16 марта в поединке Лиги конференций против молдавского «Шерифа» игрок дебютировал за клуб на международной арене.